# Cosmé McMoon
Cosmé McMunn (* 22. Februar 1901 in Mapimí, Durango, Mexiko; † 22. August 1980 in San Antonio, Texas), besser bekannt als Cosmé McMoon, war ein mexikanisch-US-amerikanischer Pianist und Komponist. Bekanntheit erlangte er als musikalischer Begleiter der Amateur-Opernsängerin Florence Foster Jenkins.

## Leben und Karriere
Cosmé McMunn kam 1901 als Sohn der Mexikanerin Maria Valadez (1873–1960) und des irischstämmigen Cosme McMunn (1860–1916) in Mexiko zur Welt. Im Zuge der Mexikanischen Revolution verließ die Familie das Land und ging nach San Antonio. McMunn erhielt ersten Musikunterricht von einer Cousine und zog um 1920 im Hinblick auf eine Laufbahn als Pianist nach New York City. Dort nannte er sich professionell McMoon, was der mexikanischen Aussprache seines Namens näherkam.
Nach seiner Ausbildung arbeitete McMoon in New York als Konzertpianist. Noch in seinen Zwanzigern lernte er die Mäzenin und für ihr mangelndes Gesangstalent berüchtigte Florence Foster Jenkins kennen. Er folgte Edwin McArthur als ihr musikalischer Begleiter nach, nachdem dieser die Sängerin bei einem ihrer gemeinsamen Bühnenauftritte ausgelacht haben soll. Die beiden gaben zusammen etliche Konzerte und nahmen im Studio von Melotone Records mindestens zwei Schallplatten auf. Eine Aufnahme aus dem Jahr 1942 enthält den Titel Charmant Oiseau aus der Oper La Perle du Brésil von Félicien David. Eine weitere Platte umfasst den Bell Song aus der Oper Lakmé von Léo Delibes sowie die von McMoon verfassten The Musical Snuff Box und Like a Bird, letzteres mit einem Text von Foster Jenkins. Als Höhepunkt ihrer musikalischen Zusammenarbeit gilt ein Konzert in der bis auf den letzten Platz gefüllten Carnegie Hall am 25. Oktober 1944 nur einen Monat vor Foster Jenkins’ Tod.
Einen seiner weniger beachteten Soloauftritte hatte McMoon am 22. März 1936 in der Town Hall. Dabei spielte er Bachs Chromatische Fantasie und Fuge, Beethovens Klaviersonate Nr. 32, Debussys Toccata, Liszts Mephisto-Walzer, Schumanns Des Abends sowie verschiedene Stücke von Chopin und zwei Eigenkompositionen namens Amoreuse und El Redondel. Die Konzertkritik in der New York Times lobte seine Darbietungen der romantischen Komponisten Debussy und Schumann, nannte die Beethoven-Sonate allerdings ein für ihn „vielleicht zu ehrgeiziges Unterfangen“.
Nachdem er als Pianist weitgehend erfolglos geblieben war, arbeitete McMoon als Teilzeitkraft in einem Badehaus über einem Fitnessstudio für Bodybuilder. 1974 war er laut eigenen Angaben im Rahmen der Mr.-Olympia-Wahl als Juror tätig und ließ sich zusammen mit Arnold Schwarzenegger und Franco Columbu fotografieren. Als er an Bauchspeicheldrüsenkrebs erkrankte, kehrte McMoon in seine Heimatstadt San Antonio zurück, wo er am 22. August 1980 unverheiratet und kinderlos im Alter von 79 Jahren starb. In New York City hatte er zuletzt in einer Wohnung an der Upper West Side gelebt.

## Rezeption
Im Gegensatz zu der stets „falsch“ singenden Florence Foster Jenkins galt Cosmé McMoon als respektabler Musiker. In einem Nachruf für den Boston Globe würdigte Robert Taylor sein Klavierspiel, vor allem hinsichtlich seiner Fähigkeiten als musikalische Begleitung, mit folgenden Worten:

“In Adele’s ‘Laughing Song’ from Fledermaus, (his) sterling value as an accompanist fully emerges. ‘You amuse me, ah, hah, hah,’ yodels Madame (Foster Jenkins), ‘You amuse me, ah, hah, hah, hah,’ releasing peal after peal of mirth. Throughout, the piano remains imperturbable, and McMoon miraculously succeeds in finishing with her. Considering the art of piano accompaniment is, under normal circumstances, such a delicate rapport, imagine how formidable it must be when the singer can soar in any direction.”

„In Adeles ‚Lachlied‘ aus der Fledermaus kommt (sein) gediegener Wert als Begleiter voll zum Tragen. ‚You amuse me, ah, hah, hah,‘ jodelt Madame (Foster Jenkins), ‚You amuse me, ah, hah, hah, hah,‘ einen Freudenschrei nach dem anderen von sich gebend. Das Klavier bleibt die ganze Zeit über unerschütterlich und McMoon gelingt es auf wundersame Weise, mit ihr abzuschließen. Bedenkt man, welch heikle Angelegenheit die Kunst der Klavierbegleitung [bereits] unter normalen Umständen darstellt, stellen Sie sich vor, wie anspruchsvoll sie sein muss, wenn die Sängerin in jede Richtung abheben kann.“

Aufgrund eines falschen Radiokommentars am Ende eines 1991 erstmals auf KALW ausgestrahlten Interviews hielt sich längere Zeit das Gerücht, McMoon sei lediglich ein Pseudonym, das sich Foster Jenkins’ langjähriger Begleiter Edwin McArthur zugelegt habe, um seine Reputation zu wahren. Der 2007 veröffentlichte Dokumentarfilm Florence Foster Jenkins: A World of Her Own widerlegte diese Behauptung unter anderem mit einem Verweis auf McMoons Familie. Das KALW-Interview sei zwar authentisch, stamme aber tatsächlich von McMoon und nicht – wie vom Ansager behauptet – von McArthur. Außerdem wurden für beide Pianisten eigene Todesanzeigen in der New York Times veröffentlicht.
Im 2005 am Broadway uraufgeführten Bühnenstück Souvenir: A Fantasia on the Life of Florence Foster Jenkins von Stephen Temperley verkörperte Donald Corren Cosmé McMoon. In der elf Jahre danach erschienenen Filmbiografie Florence Foster Jenkins mit Meryl Streep in der Titelrolle spielt Simon Helberg den Pianisten, laut Catherine Shoard vom Guardian als „fleischgewordene Karikatur“, mit „fabelhaft ausdrucksstarkem Gesicht“. Helberg wurde für diese Leistung für einen Golden Globe Award als bester Nebendarsteller nominiert.

## Diskografie
- 1942: Charmant Oiseau (mit Florence Foster Jenkins)
- Bell Song/The Musical Snuff Box/Like a Bird (mit Florence Foster Jenkins)